# Talmud

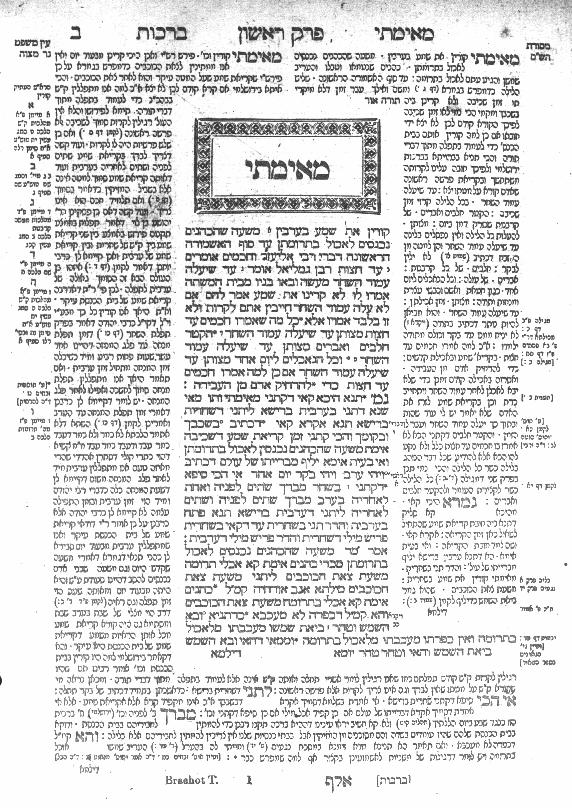
Talmud: Începutul tratatului „Berachoth”. În mijloc Mișna și Ghemara, în dreapta comentariul lui Rashi, în stânga comentarii ulterioare

Talmudul (în ebraică, „învățătură” sau „studiu”), numit în mod tradițional Shas (ש״ס, o abreviere ebraică a lui shisha sedarim, cele „șase ordine” ale Torei orale), este un text central al iudaismului rabinic, compus din Mișna și Ghemara. Este o compilație a opiniilor docte acumulate în scris până la sfârșitul secolului V e.n.
În majoritatea cazurilor, opiniile docte sunt prezentate sub formă de dialoguri și opinii minoritare pe lângă opinii majoritare. Textul talmudic conține numeroase elemente de legendă și folclor, acestea fiind enunțate ca o ilustrare sau sursă suplimentară a opiniilor docte. Pe lângă textul talmudic definitivat până la sfârșitul secolului V e.n. au fost adăugate diferite comentarii care, cu timpul, au ajuns să fie considerate ca o parte integrantă a studiului talmudic. Opiniile docte enunțate în Talmud tratează toate aspectele vieții umane prin perspectiva normativă a iudaismului.
Axioma fundamentală a iudaismului este că Tora este divină, unică, eternă și irefutabil supremă. Tora este formată din primele cinci cărți din Sfintele Scripturi ebraice și arameice scrise de Moise. "Pentateuch" este termenul grec referitor la primele cinci cărți ale lui Moise. Etimologic, noțiunea de Tora este complexă și include "înțelepciune", "învățătură" precum și un sens arhaic de "lege". Textul talmudic explică aplicarea practică a celor 613 porunci, care formează cultul mozaic.
"Învățătura" sau studiul de Tora este imperativul primordial al iudaismului, dat fiind că existența umană este și trebuie să fie reglementată în exclusivitate prin Tora. Necesitatea permanentă de a acumula și de aplica cunoștința de Tora în absolut toate domeniile vieții a creat necesitatea de a conserva, de a transmite și de a sistematiza opiniile înțelepților despre diferitele chestiuni tratate. Cronologic, "învățătură" orală, nescrisă, a fost prima modalitate de conservare a opiniilor și a comentariilor din secolele V î.e.n.-II e.n. Rabbi Yehuda Hanassi (135-220 e.n) a făcut prima compilație scrisă a opiniilor cunoscute până la vremea sa. Această lucrare este denumită Mișna, noțiune echivalentă cu "repetiție", "studiu" sau eventual "studiu prin repetare".
Ghemara este stratul de opinii adăugate la textul talmudic în decursul secolelor II-V.
În secolul XI au fost adăugate la fiecare pagină comentariile lui Rashi (Rabbi Shlomo Ben Yitzhaki, cca. 1040-1105). Comentariile lui Rashi sunt scrise cu un tip deosebit de litere. În mod uzual, textele sunt așezate în forma literei "L", Mișna fiind în centru, înrămată în stânga și jos de textele Ghemara.
Prima tipărire a Talmudului a făcut-o creștinul Daniel Bromberg din Anvers, care a trăit între anii 1516-1549 la Veneția.

## Legea orală
Inițial studiul religios la evrei a fost pe cale orală. Rabinii expuneau și dezbăteau legea (legea exprimată, în scris, în Biblia ebraică) și discutau Tanahul fără dreptul de a beneficia de lucrări scrise (altele decât cele de cărți biblice înșiși), deși unii și-au mai au făcut note private (megillot setarim), de exemplu, ale hotărârilor judecătorești. Această situație s-a schimbat drastic, în principal ca urmare a distrugerii statalității evreiești în anul 70 din era creștină. Deoarece rabinii trebuiau să confrunte o nouă realitate- adică un iudaism fără Templu (pentru a servi drept centru de predare și de studiu), vechiul sistem de studiu pe cale orală nu a putut fi menținut. Anume în această perioadă discursul rabinic a luat naștere și a început să fie înregistrat în scris. Cele mai vechi legi orale înregistrate probabil au fost de formă midrașică, în care discuțiile halahice au fost structurate ca un comentariu exegetic al Torei (Pentateucului).
Dar, o altă formă, organizată de subiect, în loc de versetul biblic , a devenit dominantă în anii 200 era creștină, când rabinul Judah haNasi a redactat Mișna (משנה).
Legea orală, a fost departe de a fi monolită, dar a variat între diferite școli. Cele mai renumite au fost la Școala lui Șammai și Școala lui Hillel. În general, toate opiniile, chiar și cele ne-normative, au fost înregistrate în Talmud.

## Structură și conținut
De-a lungul secolelor s-au cristalizat două versiuni diferite: Talmudul ierusalimic (Yerushalmi) și Talmudul din Babilon - babilonian (Bavli). Există foarte multe similitudini, dar și mari diferențe între aceste două compilații. Talmudul babilonian este sursa contemporană primordială și obiectul de studiu principal.
Caracterul textului talmudic este foarte complex. Talmudul este o compilație incertă, nesistematică și imprevizibilă, compusă din versete din Tora și din întreaga Biblie, opinii ale participanților la dialoguri, alături de povești, legende și mituri. Subiectele tratate au tangență cu toate aspectele existenței umane și sociale, prin perspectiva axiomatică a supremației absolute a Torei. Adesea, diferitele aspecte ale unei probleme sunt tratate în diferite contexte, la o mare distanță unul față de celălalt, ceea ce implică o metodologie de studiu foarte riguroasă și consecventă. În mod uzual, un tratat începe prin enunțul unei reguli care devine subiectul diatribelor ulterioare. Cititorul sau studentul trebuie să deducă argumentul conclusiv, după ce a studiat argumentele invocate. Textul talmudic nu este clar sau uniform. În principiu, textul diferitelor straturi ale Mișnei este scris în ebraică cu un ingredient în limba arameică, la care se adaugă frecvent numeroși termeni foarte rari din latină, greacă, persană și mai ales, ebraică. Ghemara sau Talmudul propriu zis, babilonian și palestinian sau ierusalimic, este scris în limba arameică. 
Studiul sistematic al Talmudului este o activitate zilnică. Studiul întregului ciclu talmudic durează 5-6 ani. În zilele noastre există un mare număr de situri prin intermediul cărora aceeași pagină zilnică (Daf Yomi) de Talmud este studiată simultan în întreaga lume.
Talmudul babilonian este compus din 6 "Ordine" sau "Categorii":
- Semințe (Zraim זרעים semănături): în Talmudul Babilonian a fost inclus numai tratatul "Berachot" - "Binecuvântări", care include discuții halahice despre timpul, cronologia rugăciunile și esența rugăciunilor. Talmudul din Ierusalim include aici o vastă tematică provenită de la practica agriculturii.

- Sărbători (Moed מועד) - tratate - ordin dedicat legilor Șabatului și a sărbătorilor. Sunt formulate legile generale pentru toate sărbătorile și aspectele specifice ale fiecărei din acestea.

- Femei (Nașim נשים ) tratate - în această parte sunt enumerate legile despre căsătorie și divorț, obligațiile părinților, educația copiilor și învățarea lor a diferite meșteșuguri.

- Pagube (Nezikin נזיקין pagube) - 10 tratate - este dedicat comentării legilor despre daunele materiale, sistemul de penalizare și amenzi. Sunt prezentate principiile dreptului evreiesc. Tratatul "Avoda Zara" definește idolatria, iar "Pirkei Avot", prezintă învățătura etică a autorilor Talmudului.

- Subiecte sacre (Kodașim קדשים sfințenie) - 11 tratate- tratează legile despre sacrificii, slujba în Templu, legile alimentației (Kașrut) și sacrificarea rituală a animalelor (Șhita).

- Puritate (Teharot טהרות ritual pur) - 12 tratate - dedicată exclusiv subiectului curățenia rituală și a chestiunilor de impuritate personală.

Fiecare "ordin" sau "categorie" este subdivizată în tratate, cărți, capitole, pagini și foi.

## Diferențe dintre Talmudul babilonian și ierusalimic
Există diferențe semnificative între cele două compilații talmudice. Limba Talmudului ierusalimic este un dialect arameic de vest care diferă ca formă de arameica folosită în Talmudul babilonian. Talmudul Ierushalmi (ierusalimic)  sau palestinian este fragmentar și adesea greu de citit, chiar și de talmudiști cu experiență. Versiunea Talmudului Bavli (din Babilon), pe de altă parte, este mai detaliată și precisă. Legile, cum sunt prezentate în cele două compilații sunt în esență similare, cu excepția unor accentuări și detalii minore. Talmudul din Ierusalim nu a primit multă atenție de la comentatori, și astfel comentariile tradiționale care există sunt de cele mai multe ori numai despre învățăturile în plan comparat cu cele ale Talmudului babilonian. 
Talmudul babilonian a înregistrat opiniile rabinilor din Țara lui Israel, precum și pe cele din Babilon, în timp ce Talmudul ierusalimic rareori citează pe rabinii din Babilon. Versiunea babiloniană conține, de asemenea, opiniile mai multor generații, pentru că a fost finalizat mai târziu. Pentru ambele motive, aceasta este considerată ca fiind o mai cuprinzătoare colecție de opinii disponibile. Pe de altă parte, pentru că perioada de reeditare între versiunea din Ierusalim și cea din Babilon, opiniile timpurii ale amoraimilor (prima generație de compilatori) ar putea fi mai aproape de forma lor originală în Talmudul ierusalimic.

## Comentariul și studiul talmudic
Din momentul finalizării, Talmudul a devenit o parte integrantă a studiului religiei evreiești. Timp de secole au apărut mai multe școli de studiu a textelor talmudice.
Geonim
Cele mai timpurii comentarii la Talmud au fost scrise de Geonim (aproximativ anii 800-1000 era creștină) în Babylonia. Deși unele comentarii directe asupra tratatelor special, sunt puține, cunoștințele noastre despre studiul din epoca Gaonică vine de la declarațiile încorporate în răspunsurile date de Geoni, care a pus în lumină anumite pasaje talmudice. De asemenea, importante sunt compendiile practice ale dreptului evreiești, cum ar fi Halachot Pesukot de Yehudai Gaon, Sheeltot de Achai Gaon și Halachot Gedolot de Simeon Kayyara. După moartea lui Hai Gaon, cu toate acestea, centrul de schimburi de opinii asupra Talmudului se mută spre Europa și Africa de Nord.

## Cei mai importanți învățați în domeniul Talmudului dinsecolul XX

#### Ortodocși
- Rabbi Shlomo Zalman Auerbach (1910-1995)
- Rabbi Yechiel Michel Epstein (1829-1907), autorul operei halahe Aruch HaShulchan.
- Rabbi Jehuda Grünwald (1849-1920), mare rabin al Sătmarului
- Rabbi Joel Teitelbaum (1887-1979), rabin al Sighetului, apoi al Sătmarului
- Rabbi Moshe Feinstein (1895-1986).
- Rabbi Yosef Eliahu Henkin (1881-1973)
- Rabbi Yisrael Meir Kagan (Chafetz Chaim, autor al Mishnah Berurah)
- Rabbi Avraham Yesha'yahu Karelitz (numit și Chazon Ish)(1878-1953)
- Rabbi Elazar Menachem Shach (1898-2001). A condus una din cele mai prestigioase instituții de studiu și a influențat viața politică din Israel.
- Rabbi Joseph Soloveitchik (1903-1993), a promovat sinteza studiilor de Tora cu erudiția laică
- Rabbi Adin Steinsaltz (1937-2020). Un erudit israelian care a făcut Talmudul accesibil prin traducere în ebraica cotidiană precum și prin comentariile sale.
- Rabbi Yehiel Yaakov Weinberg (Sridei Esh) (1878-1966)

#### Conservativi sau apropiați de conservativi
- Rabbi Louis Ginzberg (1873-1953)
- Rabbi Saul Lieberman
- Dr. Judith Hauptman
- Rabbi David Weiss Halivni (n. 1927)
- Rabbi Jacob Neusner